# Syncesia madagascariensis
Syncesia madagascariensis är en lavart som beskrevs av Ertz, Killmann, Razafindrahaja, Sérus. & Eb. Fischer. Syncesia madagascariensis ingår i släktet Syncesia och familjen Roccellaceae.   Inga underarter finns listade i Catalogue of Life.